# Teodoro Vataze
Teodoro Vataze o Bataze in greco Θεόδωρος Βατάτζης? (fl. XIII secolo) era un aristocratico e comandante militare dell'Impero bizantino durante i regni di Giovanni II Comneno e Manuele I Comneno.

## Biografia

### Origine
Teodoro Vataze era un membro della famiglia Vataze, che era stata importante nella città e nella regione di Adrianopoli, in Tracia, per diverse generazioni. La famiglia salì al primo posto dell'aristocrazia bizantina, e alla ribalta della politica dell'impero, nella persona di Teodoro stesso. Teodoro faceva parte di un gruppo di uomini capaci promossi a posizioni di autorità da Giovanni II come alternativa alla dipendenza dai membri della famiglia imperiale, di cui diffidava. Nel 1131 Teodoro sposò la principessa porfirogenita Eudocia Comnena, figlia di Giovanni II e della sua imperatrice Eirene d'Ungheria, e fu elevato al rango di corte di sebastohypertatos.

### Carriera militare durante il regno di Manuele I
Non ci sono pervenuti documenti sulle imprese militari di Teodoro Vataze durante il regno di Giovanni II. Tuttavia, durante il regno di Manuele I Comneno, successore di Giovanni e cognato di Teodoro, egli entra nelle fonti contemporanee come un importante comandante militare durante gli anni 1150. Nel 1151, Vataze era un alto generale alla frontiera con l'Ungheria, devastò l'area intorno alla città di Zemun e mantenne l'assedio della città, fino a quando questa si arrese a Manuele I in persona. Gli armeni di Cilicia si erano ribellati e nel 1158 Manuele I fece una campagna per riprendere il controllo della regione; questo avrebbe aperto anche la strada per Antiochia, il cui controllo era il suo obiettivo principale. A Teodoro Vataze fu affidata la conquista dell'importante città fortificata di Tarso. Pensando che l'imperatore fosse arrivato con tutto il suo esercito, i difensori si fecero prendere dal panico e la città cadde immediatamente in mano alle forze bizantine.

## Discendenza
Teodoro e la moglie ebbero numerosi figli:
- Giovanni (1132-1185 circa), il megas domestikos, che ottenne una importante vittoria sui Turchi Selgiuchidi (Battaglia di Hyelion e Leimocheir) e in seguito si ribellò ad Andronico I Comneno[6].
- Andronico (1133-1176 circa), anch'egli un importante generale, fu ucciso dai Turchi Selgiuchidi mentre guidava una spedizione su Amaseia nel 1176[7].
- una figlia, probabilmente di nome Anna (1136 circa-dopo il 1186), sposò Niceforo Sinadeno e poi il generale Alessio Brana[8].
- Teodora Comnena (1137 circa-dopo il 1185), sposò il generale e diplomatico Niceforo Chalufe. Nota per la sua bellezza, divenne l'amante dello zio, l'imperatore Manuele I, dal quale ebbe un figlio illegittimo[9].
- Isacco Comneno Vataze (1139 ca. - data sconosciuta), è noto solo grazie a un poema che celebra il suo matrimonio, avvenuto nel 1158 ca. con Irene Comnena, pronipote del sebastokrator Isacco Comneno, fratello di Alessio I Comneno. Non si sa altro della coppia[10].
- Alessio Comneno Vataze (1140 circa-dopo il 1166), sposato con Maria Pegonitissa nel 1158 circa, è attestato per l'ultima volta nel sinodo delle Blacherne del marzo 1166. Era il padre di Isacco Comneno Vataze[11].

### Fonti primarie
- (EN) Niceta Coniata, O city of Byzantium, Annals of Niketas Choniates, traduzione di Harry J. Magoulias, Detroit, Wayne State university press, 1984, ISBN 0-8143-1764-2.
- (EN) Giovanni Cinnamo, The Deeds of John and Manuel Comnenus, traduzione di Charles M. Brand, New York, Columbia University press, 1976, ISBN 0231 040806.

### Fonti secondarie
- (EN) Paul Magdalino, The Empire of Manuel I Komnenos, 1143–1180, Cambridge, Cambridge University Press, 2002  [1993], ISBN 0-521-52653-1.
- (EL) Konstantinos Varzos, Η Γενεαλογία των Κομνηνών (PDF), Vol. 2, Salonicco, Κέντρο Βυζαντινών Ερευνών (Centro per la ricerca Bizantina), 1984, OCLC 834784665. URL consultato il 12 maggio 2022 (archiviato dall'url originale il 25 febbraio 2021).